# Blumensprache

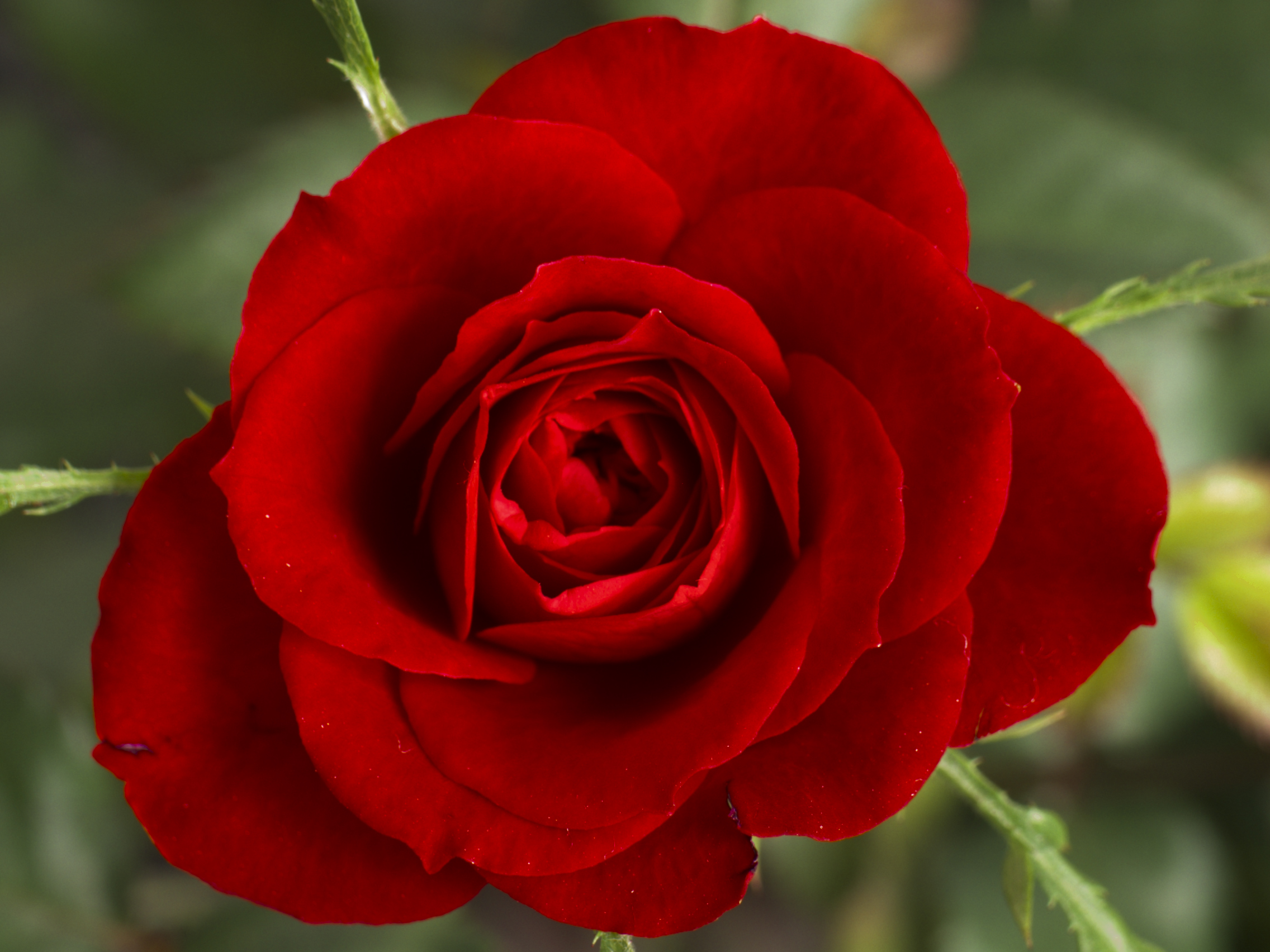
Rote Rosen: ein klassisches Symbol, in der Blumensprache seine Liebe auszudrücken (siehe auch Rosen – Mythologie, Religion und Symbolik)

Die Blumensprache oder Sprache der Blumen ist ein Mittel der nonverbalen zwischenmenschlichen Kommunikation. Sie dient dazu, mit Hilfe von Blumen oder Blumensträußen Gefühle, Wünsche, Bitten und Beschwerden ohne Worte symbolisch zum Ausdruck zu bringen.

## Geschichte
Anfang des 18. Jahrhunderts berichtete Lady Mary Wortley Montagu in ihren Briefen aus Istanbul von der „Kommunikation mit Blumen“. Im Orient stieß sie auf ein ausgeklügeltes System von Bedeutungen, die den einzelnen Blüten zukamen. In Istanbul fand Montagu eine feststehende Bedeutung, die jeder Blüte zugesprochen wurde – durch ihre Briefe wurde die so genannte Selam, benannt nach dem öffentlich zugänglichen Teil osmanischer Häuser (Selamlık), im viktorianischen Europa schnell zur Mode. Zur damaligen Zeit konnten insbesondere junge Liebende nicht öffentlich aussprechen, was sie dachten, und Zuneigung und Abneigung verbal nicht klar Ausdruck verleihen. Die Blumensprache wurde daher zum wichtigen Mittel der nonverbalen Kommunikation.
Dies war der Ausgangspunkt für die Entwicklung eines umfangreichen Zeichensystems mittels der Übergabe von Blumen – anfangs mit Sträußen aus einer einzelnen Blumenart, später dann durch komplizierte Mischungen, um verschiedene Feinheiten auszudrücken. Jede Blume und ihre Farbe, die Anzahl im Strauß, das Alter der Blüte, jedes Kraut und jede Schleife hatten eine Bedeutung.
Auch die Art und Weise, wie die Blumen gehalten wurden, bestimmten die Aussage: Wiesen die Blüten zum Beispiel nach unten, verkehrte sich die Bedeutung der Blüten ins Gegenteil. Im viktorianischen Zeitalter war es zudem Brauch, dass Männer Damen einen Ansteckstrauß überreichten, wenn sie sie zum Ball einluden. Die Art und Weise, wie und wo die Damen den Strauß ansteckten, war ebenfalls mit Bedeutung versehen. Das Bouquet über dem Herzen drückte so erwiderte Zuneigung aus, der Blumenschmuck im Haar dagegen war eine nonverbale Ablehnung.
Edith Nesbit machte mit ihrem Kinderbuch The wonderful garden (deutsch „Der verzauberte Garten“) die „Blumensprache“ sehr populär.

## Blumen-Aussagen
Für jede Blüte gab und gibt es mehr als nur eine Bedeutung, die in vielen verschiedenen Schriften und Büchern zur Blumensprache zusammengefasst wurden. Hier folgen ein paar Beispiele für die Blumensprache:
- Ahornblatt: Du zürnst mir, aber ich liebe dich.
- Akelei: Du bist ein Schwächling.
- Anemone: Ich möchte ganz bei dir sein.[3]
- Aster: Du bist mir nicht treu.
- Amaryllis: Ich bin stolz, mit dir befreundet zu sein.
- Birkenblatt: Setze dich zu mir.
- Blaustern: Vergiss! Vergib mir!
- Brennnessel: Ich habe dich durchschaut oder: Vorsicht!
- Buchenzweiglein: Meinst du es aufrichtig?
- Butterblume: Du verschmähst mein Herz.
- Calla: Bewunderung über die Schönheit der anderen Person.
- Chrysantheme: Mein Herz ist frei. Kann auch eine Beziehungsbereitschaft signalisieren.
- Dahlie: Ich bin schon vergeben[3]
- Distel: Die Sache ist mir zu gefährlich.[3] oder Du hast mich verletzt, aber ich liebe dich.
- Edelweiß: Du bist wunderschön.
- Eibe: Ich liebe dich ewig.
- Enzian: Deine Schönheit ist überwältigend.[3] oder Ich danke dir.
- Gerstenähre: Komm morgen wieder!
- Gänseblümchen: Ich sehe dich stets gern.
- Gerbera: Durch dich wird alles noch schöner.[3]
- Gladiole: Sei nicht so stolz.
- Glockenblume: Wage das Kühnste sei nicht zurückhaltend.
- Haselzweig: Ich habe große Sehnsucht nach dir.
- Hortensie: Du bildest dir zu viel auf dich ein.
- Hibiskus: Du bist eine zarte Schönheit.
- Hirtentäschel: Ich Armer darf hoffen?
- Himmelschlüssel: Setz dich zu mir und erzähl mir was.
- Huflattich: Vorsicht bei deiner Rede, unsere Umgebung ist nicht schweigsam.
- Iris: Treue: Ich stehe immer zu dir.
- Jasmin: Du bist bezaubernd.
- Johannisbeere: Warum verstellst du dich?
- Kapuzinerkresse: Du verbirgst etwas vor mir.
- Kastanienblatt: Ewig so wie heute.
- Klette: Du bist mir zu anhänglich. oder Heiratest du mich?
- Knoblauch: Du bist unausstehlich, ich kann dich nicht leiden.
- Kornähre: Bald werde ich dich heimführen können.
- Kornblume: Ich gebe die Hoffnung nicht auf. Nebenbemerkung: In Österreich gilt die Kornblume ab Ende des 19. Jahrhunderts als ein Symbol der deutschnationalen Bewegungen, von 1933 bis 1938 war sie ein Erkennungszeichen der (damals illegalen) österreichischen Nationalsozialisten.
- Krokus: Ich muss mir das noch überlegen.
- Kümmel: Du bist berauscht, aber nicht von Liebe.
- Lindenblatt: Soll ich ohne Hoffnung bleiben?
- Löwenzahnkugel (Pusteblume): Ist beim Wegblasen der Blütenboden hell, kommt man in den Himmel, ist er dunkel, in die Höll.
- Malve:  Ich schätze dich als beste Freundin.[3]
- Maiglöckchen: Glück in der Liebe.
- Mohn: Du bist mir zu schläfrig.
- Narzisse: Du bist ganz schön eitel.
- Nelke gelb: Ich verachte Dich. oder Hoffe nicht, ich bin für dich verloren.
- Nelke weiß: Ich bin noch zu haben.
- Petersilie: Ich möchte dir etwas Liebes tun.
- Pfefferminze: Verzeih mir![3]
- Pilz: Pack ein, geh nach Haus und klag es der Mutter.
- Blaue Rosen: Es ist unmöglich.
- Rote Rosen (oder ein rotes Rosenblatt): Ich liebe dich über alles. oder einfach Ja!
- Weiße Rosen oder weißes Rosenblatt: Nein!
- Weiße Rosenknospen: unfähig zu lieben; das Herz, das keine Liebe empfindet
- Salbei: Ich denk an dich.
- Schilf: Entscheide dich bitte endlich![3]
- Schneeglöckchen: Du bist meine erste Liebe
- Schnittlauch: Gegen meine Liebe hilft kein Widerstehen!
- Sonnenblume: Lebensfreude, Fröhlichkeit[4]
- Stiefmütterchen: Ich bin dir freundlich, aber ich liebe dich nicht.
- Storchenschnabel: Nicht jedes ist wahr, was man spricht.
- Rote Tulpen: ewig währende Liebe
- Taubnessel: Deine Liebe erwärmt mich.
- Veilchen: Geheime Liebe.
- Vergissmeinnicht: Vergiss mich nicht.
- Waldmeister: Deine Liebe ist wie ein Stern.
- Wicke: Tag und Nacht umschwebt mich dein Bild!
- Windling: Laß uns ewige Treue schwören.
- Zwiebel: Du bist mir zuwider.

## Weitere Symbolik der Blumen
Neben der Selamik („viktorianische Blumensprache“) entwickelten sich im Laufe der Geschichte noch andere symbolische Bedeutungen der Blumen und Pflanzen. Aufgrund ihrer jeweiligen besonderen Eigenschaften und ihres Aussehens werden Blumen und Pflanzen unterschiedliche Bedeutungen zugeschrieben. Weiße Blüten wie Lilien, Callas oder Chrysanthemen gelten so traditionellerweise als Grabschmuck und werden mit dem Tod in Verbindung gebracht, genauso wie das im Herbst blühende Heidekraut. Weiße Blüten gelten allerdings auch als Zeichen für Unschuld, Reinheit und Hoffnung und sind daher oft im Brautstrauß zu finden. Immergrüne Bäume dagegen stehen für Leben, Bäume mit hängenden Ästen wie die Trauerweide dagegen für Trauer.